# Gat tonquinès
El gat tonquinès és una raça de gat resultat de l'encreuament del gat siamès amb el gat birmà.
- Lloc d'origen: Canadà.
- Caràcter: simpàtic, actiu i afectuós.

## Descripció
- Pèl: curt i marró.
- Color: extremitats, orelles, cua i morro marrons. Coll clar gairebé blanc. A Amèrica s'han trobat gats d'aquesta raça de diferents colors.
- Ulls: ametllats, blau verdosos.

## Origen

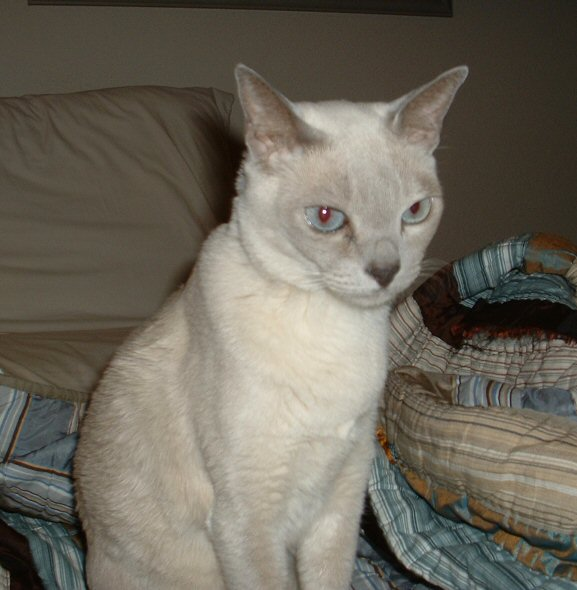
Un altre gat tonquinès

Del gat siamès marró i del gat birmà sempre sortiran cadells del gat tonquinès. D'una parella de gats tonquinesos sempre sortiran cadells amb característiques de les tres races.
- Trets del gat siamès: miol fi i fort.
- Trets del gat birmà: forma del cos allargada i ampla.